# 曹老集镇
曹老集镇，是中华人民共和国安徽省蚌埠市淮上区下辖的一个镇。该镇原属固镇县，2004年划归当时甫成立的淮上区。

## 行政区划
曹老集镇下辖以下地区：
路东社区、路西社区、荷花园社区、金山湖村、杜陈村、淝河村、杨湖村、南郢村、曹郢村、高吴村、周郢村、周集村、淝光村、清河村和周台村。